# Grennebach
Grennebach ist eine Ortschaft in der Gemeinde Wipperfürth im Oberbergischen Kreis im Regierungsbezirk Köln in Nordrhein-Westfalen (Deutschland).

## Lage und Beschreibung
Die Ortschaft liegt im Südosten der Stadt Wipperfürth an der Kreisstraße K18. Der im Ortsbereich entspringende Grennebach mündet nach Unterquerung der K18 in den im Norden vorbeifließenden Gaulbach.
Nachbarortschaften sind Dellweg, Hahnenberg, Dohrgaul und Nagelsgaul.
Die Ortschaft gehört zum Gemeindewahlbezirk 142 und damit zum Ortsteil Dohrgaul.

## Geschichte
1548 wurde der Ort erstmals urkundlich erwähnt. „Krenebach“ wird in den Listen der bergischen Spann- und Schüppendienste genannt. Die Karte Topographia Ducatus Montani aus dem Jahre 1715 zeigt zwei Höfe und bezeichnet diese mit „Grendenbach“. Die Topographische Aufnahme der Rheinlande von 1825 zeigt auf umgrenztem Hofraum unter dem Namen „Grennenbek“ drei getrennt voneinander liegende Grundrisse. In der Preußischen Uraufnahme von 1840 lautet die Ortsbezeichnung „Grennenbicke“. Ab der topografischen Karte der Jahre 1894 bis 1896 wird der heute gebräuchliche Ortsname Grennebach verwendet.

## Busverbindungen
Über die Haltestelle Dohrgaul der Linie 399 (VRS/OVAG) ist Grennebach an den öffentlichen Personennahverkehr angebunden.

## Wanderwege
Die vom SGV ausgeschilderten Rundwanderweg A1, A3, A4 und der Wipperfürther Rundweg führen durch den Ort.